# Cupa Slovaciei
Cupa Slovaciei (în slovacă Slovenský Pohár) este principala competiție fotbalistică eliminatorie de cupă din Slovacia, organizată și gestionată de Asociația Slovacă de Fotbal.

## Finalele

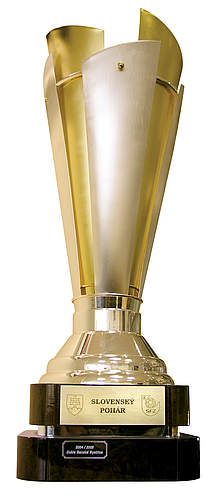
Trofeul competiției

Rezultatele finalelor:
| Sezon   | Câștigător            | Scor                 | Finalist               |
| ------- | --------------------- | -------------------- | ---------------------- |
| 1993/94 | Slovan Bratislava     | 2 - 1                | Tatran Prešov          |
| 1994/95 | Inter Bratislava      | 1 - 1 (aet, 3-1 pen) | DAC Dunajská Streda    |
| 1995/96 | Chemlon Humenné       | 2 - 1                | Spartak Trnava         |
| 1996/97 | Slovan Bratislava     | 1 - 0 (aet)          | Tatran Prešov          |
| 1997/98 | Spartak Trnava        | 2 - 0                | 1. FC Košice           |
| 1998/99 | Slovan Bratislava     | 3 - 0                | Dukla Banská Bystrica  |
| 1999/00 | Inter Bratislava      | 1 - 1 (aet, 4-2 pen) | 1. FC Košice           |
| 2000/01 | Inter Bratislava      | 1 - 0                | MFK Ružomberok         |
| 2001/02 | Koba Senec            | 1 - 1 (aet, 4-2 pen) | Matador Púchov         |
| 2002/03 | Matador Púchov        | 2 - 1                | Slovan Bratislava      |
| 2003/04 | Artmedia Bratislava   | 2 - 0                | Steel Trans Ličartovce |
| 2004/05 | Dukla Banská Bystrica | 2 - 1                | Artmedia Bratislava    |
| 2005/06 | MFK Ružomberok        | 0 - 0 (aet, 4-3 pen) | Spartak Trnava         |
| 2006/07 | FC ViOn Zlaté Moravce | 4 - 0                | FC Senec               |
| 2007/08 | Artmedia Petržalka    | 1 - 0                | Spartak Trnava         |
| 2008/09 | MFK Kosice            | 3 - 1                | Artmedia Petržalka     |
| 2009/10 | Slovan Bratislava     | 6 - 0                | Spartak Trnava         |
| 2010/11 | Slovan Bratislava     | 3 - 3 (aet, 5-4 pen) | Žilina                 |
| 2011/12 | Žilina                | 3 - 2 (aet)          | Senica                 |
| 2012/13 | Slovan Bratislava     | 2 - 0                | Žilina                 |

## Performanță după club
| Club                  | Trofee | Anii trofeelor                     |
| --------------------- | ------ | ---------------------------------- |
| Slovan Bratislava     | 6      | 1994, 1997, 1999, 2010, 2011, 2013 |
| Inter Bratislava      | 3      | 1995, 2000, 2001                   |
| Artmedia Petržalka    | 2      | 2004, 2008                         |
| Žilina                | 1      | 2012                               |
| MFK Kosice            | 1      | 2009                               |
| FC ViOn Zlaté Moravce | 1      | 2007                               |
| MFK Ružomberok        | 1      | 2006                               |
| Dukla Banská Bystrica | 1      | 2005                               |
| Matador Púchov        | 1      | 2003                               |
| Koba Senec            | 1      | 2002                               |
| Spartak Trnava        | 1      | 1998                               |
| Chemlon Humenné       | 1      | 1996                               |